# 廢柴醬驗證中
《廢柴醬驗證中》是由福地翼繪畫的浪漫喜劇類型日本漫畫作品，於2019年4月24日開始在《週刊少年Sunday》連載，至2021年7月21日正式完結，已發行單行本10卷。此作為福地首部以女性為主角的漫畫，為一部完全沒有打鬥場景的喜劇，且每集皆以「驗證其○」（検証その○）為開頭。《廢柴醬驗證中》在2020年獲列入下一部漫畫大獎的50強名單內。

## 劇情簡介
男高中生水戶要繼承了其父親的兇惡眼神，又有遺傳自其母親的粗魯語氣，因此平生都沒被依賴過。某天，女高中生夢咲舞落前來尋求水戶的幫助，她在前幾天突然成為超能力者，且「神大人」每天都會更換其能力，而希望水戶幫忙驗證新能力，以免地球在一年後遭受巨大隕石之災。

## 登場人物
夢咲舞落
本作女主角。說話時帶有濃厚關西腔的三泥高校1年級生，家中有位名叫「誇」的弟弟。
個性笨拙遲鈍，平時一副可愛呆萌的樣子，也因如此在成為超能力者後經常因不熟悉能力而自製麻煩。
某天突然從「神大人」手中得到「每天更替的能力」，並被告知若不每天驗證能力的話，就不能阻止一年後將毀滅人類的巨大隕石。
水戶要
本作男主角。三泥高校1年級生，夢咲的鄰班同學，家中有一位立志成為娛樂記者的妹妹「心」。
天生遺傳父親的兇惡眼神和母親（真琴）的粗魯語氣，平生都沒有被其他人依賴過，因此時常把「我想被人依靠」掛在嘴邊，遂聽到夢咲的能力驗證請求後二話不說地答應幫忙。
在眼神和語氣的背後有著善良認真的性格，能夠發現任何人、事與物的長處，在幫助夢咲時對其每一項能力都有做詳細的筆記，弱點是鬼臉，也十分害怕貍貓，連其插圖或毛絨公仔都不忍直視。
雨坂凛
三泥高校1年生，眼神兇惡的優等生，與水戶同為美化委員。有著直言不諱的「指摘癖」，人稱「女版水戶要」。
和倉杏子
三泥高校1年生，夢咲的同班同學兼好友。
神大人
每天給予夢咲不同的能力，謎一般的存在。
湯川秀逸
水戶的好友。運動和學業萬能，既有人望又待人親切，為與水戶截然不同的「完美超人」，內裡卻是一位妹控，有一位名叫「梓」的妹妹。

## 出版書籍
《廢柴醬驗證中》已發行10本單行本，皆由小學館代理出版。
| 卷數 | 小學館         | 小學館                 |
| 卷數 | 發售日期       | ISBN                   |
| ---- | -------------- | ---------------------- |
| 1    | 2019年9月18日  | ISBN 978-4-09-129327-5 |
| 2    | 2019年11月18日 | ISBN 978-4-09-129439-5 |
| 3    | 2020年1月17日  | ISBN 978-4-09-129548-4 |
| 4    | 2020年4月16日  | ISBN 978-4-09-850067-3 |
| 5    | 2020年7月17日  | ISBN 978-4-09-850165-6 |
| 6    | 2020年10月16日 | ISBN 978-4-09-850272-1 |
| 7    | 2021年1月18日  | ISBN 978-4-09-850383-4 |
| 8    | 2021年4月16日  | ISBN 978-4-09-850517-3 |
| 9    | 2021年7月16日  | ISBN 978-4-09-850630-9 |
| 10   | 2021年8月18日  | ISBN 978-4-09-850688-0 |